# Esperia
Esperia é uma comuna italiana da região do Lazio, província de Frosinone, com cerca de 4.125 habitantes. Estende-se por uma área de 108 km², tendo uma densidade populacional de 38 hab/km². Faz fronteira com Ausonia, Campodimele (LT), Castelnuovo Parano, Formia (LT), Itri (LT), Pignataro Interamna, Pontecorvo, San Giorgio a Liri, Spigno Saturnia (LT).

## Demografia
| Variação demográfica do município entre 1861 e 2011                               |
|                                                                                   |
| Fonte: Istituto Nazionale di Statistica (ISTAT) - Elaboração gráfica da Wikipedia |